# غونيلا هوتون
غونيلا هوتون (بالإنجليزية: Gunilla Hutton)‏ هي مغنية وممثلة أمريكية، ولدت في 15 مايو 1944 في غوتنبرغ في السويد.

## وصلات خارجية
- غونيلا هوتون على موقع IMDb (الإنجليزية)
- غونيلا هوتون على موقع إن إن دي بي (الإنجليزية)
- غونيلا هوتون على موقع قاعدة بيانات الفيلم (الإنجليزية)